# جاکووو (کرایوو)
جاکووو (به صربی: Đakovo) یک منطقهٔ مسکونی در صربستان است که در کرالیفو واقع شده‌است. جاکووو ۲۴۴ نفر جمعیت دارد.